# Maria de Orleães (1813–1839)
Maria Cristina Carolina Adelaide Francisca Leopoldina de Orleães (em francês: Marie Christine Caroline Adélaïde Françoise Léopoldine d'Orléans; Palermo, 12 de abril de 1813 – Pisa, 6 de janeiro de 1839), foi uma princesa francesa da Casa de Orléans, a terceira filha do rei Luís Filipe I da França, e de sua esposa, a princesa Maria Amélia de Nápoles e Sicília. Tornou-se Duquesa de Württemberg por seu casamento com o duque Alexandre de Württemberg.
A princesa Maria foi aluna de Ary Scheffer, praticou escultura e desenho e tornou-se uma artista de talento. Muitos dos seus trabalhos ainda existem hoje em dia e encontram-se em exposição do Museu de Dordrecht nos Países Baixos.

## Família
Maria foi a terceira filha, segundo menina, do rei Luís Filipe I de França e da sua esposa, a princesa Maria Amélia das Duas Sicílias. Era tia de várias cabeças coroadas da Europa e da América Latina, incluindo o rei Leopoldo II da Bélgica e a imperatriz Carlota do México. Os seus avós paternos eram Luís Filipe II, Duque de Orleães e a princesa Luísa Maria Adelaide de Bourbon. Os seus avós maternos eram o rei Fernando I das Duas Sicílias e a arquiduquesa Maria Carolina da Áustria, irmã da rainha Maria Antonieta de França.

## Biografia
No início de 1834, devido à consolidação da Monarquia de Julho e à aceitação do rei Luís Filipe por parte de outros monarcas da Europa, o rei das Duas Sicílias, Fernando II, deu o seu consentimento para o casamento de Maria com um dos seus irmãos mais novos. Leopoldo das Duas Sicílias, conde de Siracusa era, tal como Fernando, filho do segundo casamento do rei Francisco I com a infanta Maria Isabel de Espanha. Era sobrinho da mãe de Maria e também meio-irmão da Carolina das Duas Sicílias, Duquesa de Berry, nascida do primeiro casamento do rei Francisco com a arquiduquesa Maria Clementina da Áustria, e mãe do pretendente ao trono de França, o Henrique, Conde de Chambord, Duque de Bordeaux.
Contudo, depois das revoltas que afectaram a França em abril de 1834, a corte de Nápoles exigiu que Maria recebesse imediatamente a parte da fortuna da família de Orleães que lhe pertencia devido às partilhas que Luís Filipe tinha feito entre os seus filhos a 7 de agosto de 1830 na noite em que tinha ascendido ao trono. Luís Filipe achou que esta exigência era despropositada e as negociações de casamento terminaram.
Em 1837, a princesa Maria casou-se com o duque Alexandre de Württemberg. O casamento não foi considerado prestigiante e deveu-se sobretudo à intervenção do tio do noivo, o rei Leopoldo I da Bélgica, que também era cunhado da noiva. A cerimônia realizou-se a 17 de outubro no Grand Trianon em Versalhes, que tinha sido restaurado pelo rei Luís Filipe para se tornar a sua residência privada. A cerimónia civil realizou-se na chancelaria de Pasquier e a cerimónia católica foi celebrada pelo bispo de Versalhes, Louis-Marie-Edmond Blanquart de Bailleul e a cerimónia luterana pelo pastor Cuvier. A lua-de-mel durou vários dias e foi oferecida pelo rei e pela rainha.

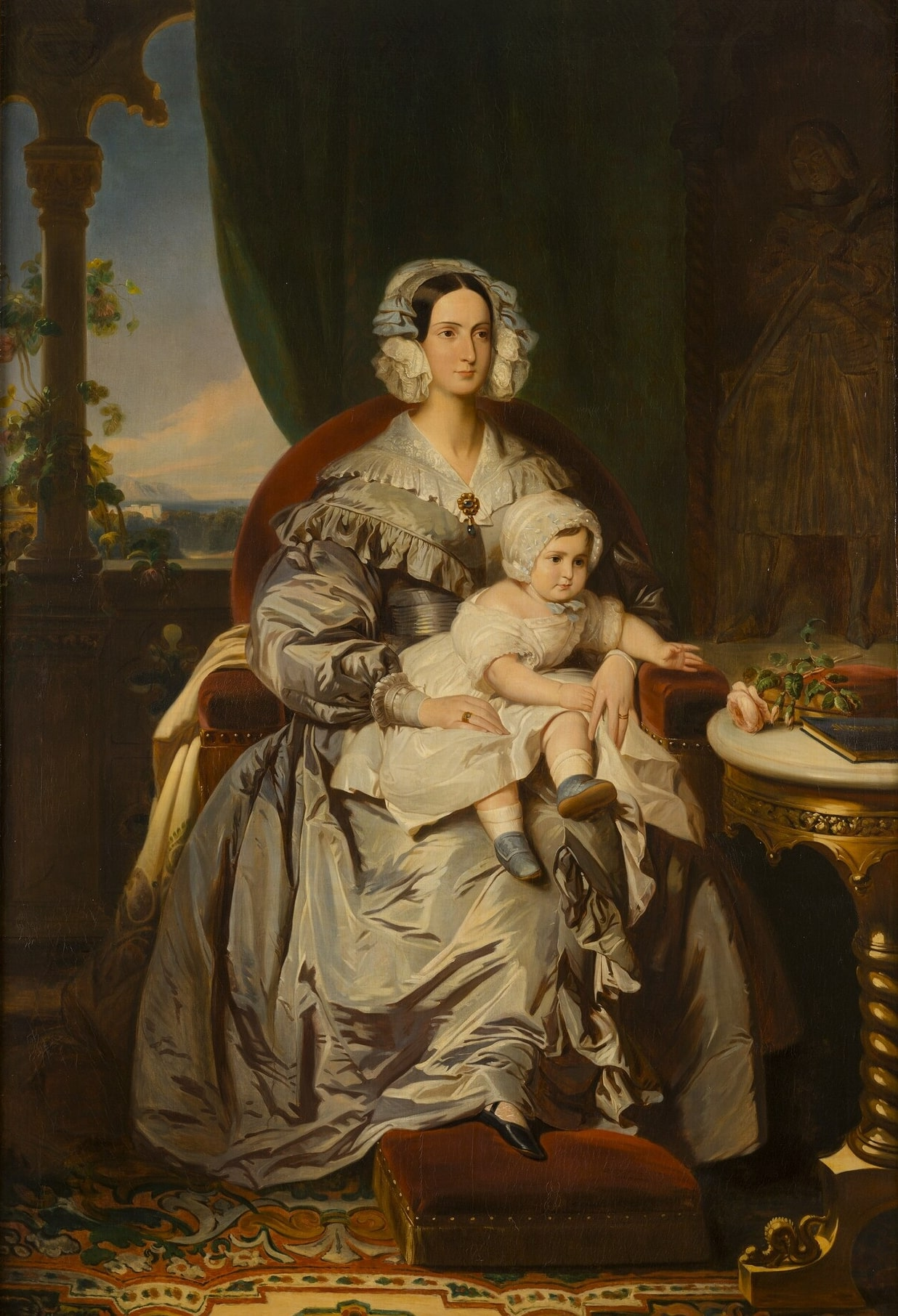
Maria com o filho Filipe, por Franz Xaver Winterhalter

Apesar de pertencer a um ramo menor de uma família alemã que não era muito privilegiada, Alexandre era sobrinho do rei Frederico I de Württemberg através do seu pai e do rei Leopoldo I da Bélgica através da sua mãe. Era também primo direito tanto da rainha Vitória do Reino Unido como do seu marido, o príncipe Alberto, do rei Fernando II de Portugal e dos czares Alexandre I e Nicolau I da Rússia.
Maria e Alexandre tiveram apenas um filho, o duque Filipe de Württemberg, que herdou o ducado da família do pai em 1865 e se casou com a arquiduquesa Maria Teresa da Áustria, filha do arquiduque Alberto, Duque de Teschen e que é antepassado dos actuais pretendentes do trono de Württemberg.
Em 1838, Maria começou a mostrar os primeiros sintomas de tuberculose e mudou-se para a cidade de Pisa com o marido na esperança de que o clima mais ameno a ajudasse a recuperar. O seu irmão, Luís, Duque de Némours, foi depois enviado para a acompanhar na viagem de regresso, mas chegou mesmo antes da sua morte a 6 de janeiro de 1839. Maria foi enterrada a 27 de janeiro na Capela Real de Dreux.

## Artista

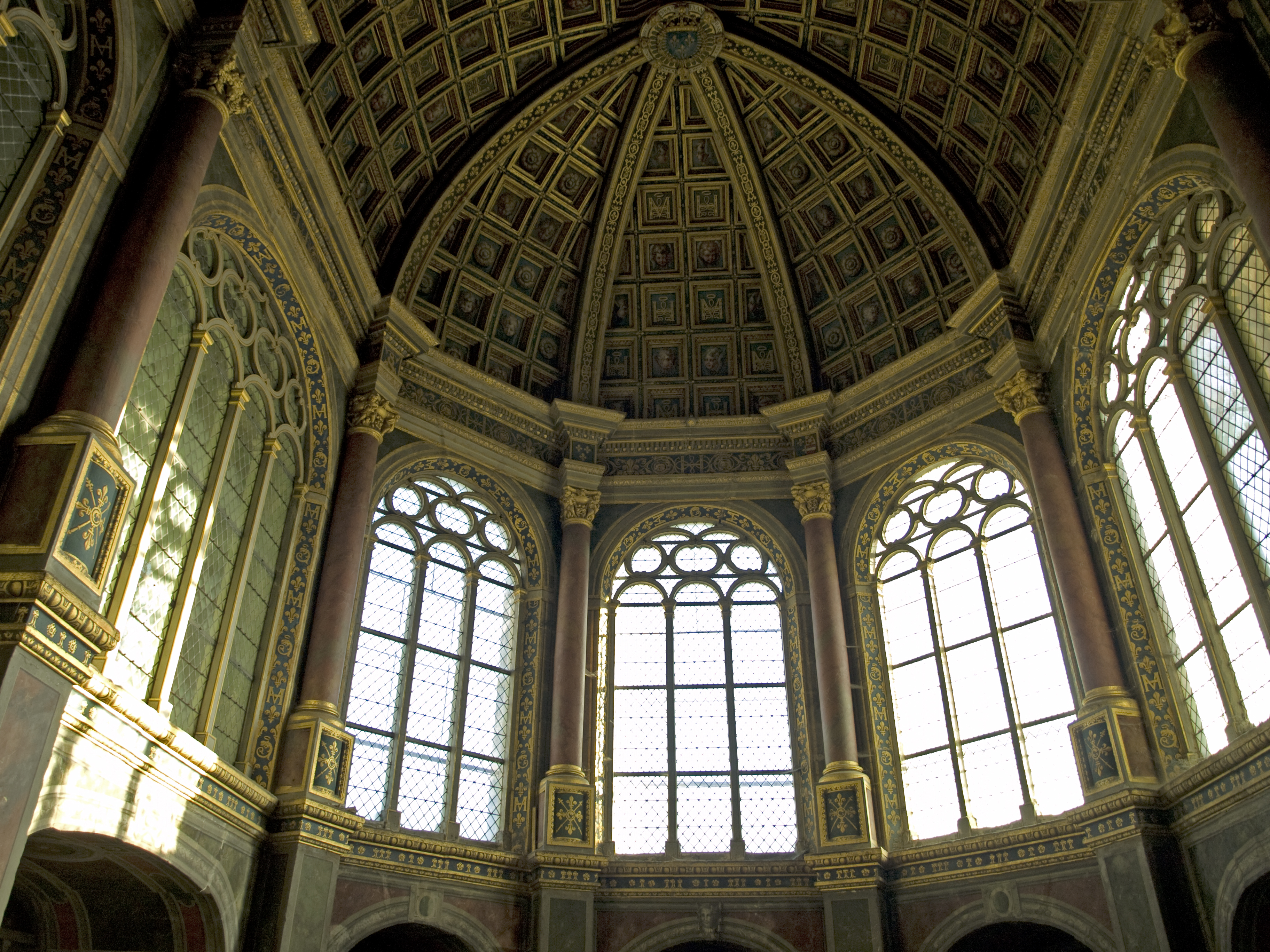
Janelas da Capela de São Saturnino no Palácio de Fontainebleau

Segundo seu professor, Ary Scheffer, ela "sonhava com uma vida levada como artista e com uma profunda influência sobre a arte na França". Muitos de seus trabalhos sobreviveram, em coleções no Instituto Clark de Arte Museu de Arte de Snite e no Museu de Dordrecht.
Em particular, ela projetou as janelas da Capela de São Saturnino no Palácio de Fontainebleau, que foram feitas por Émile Wattier.

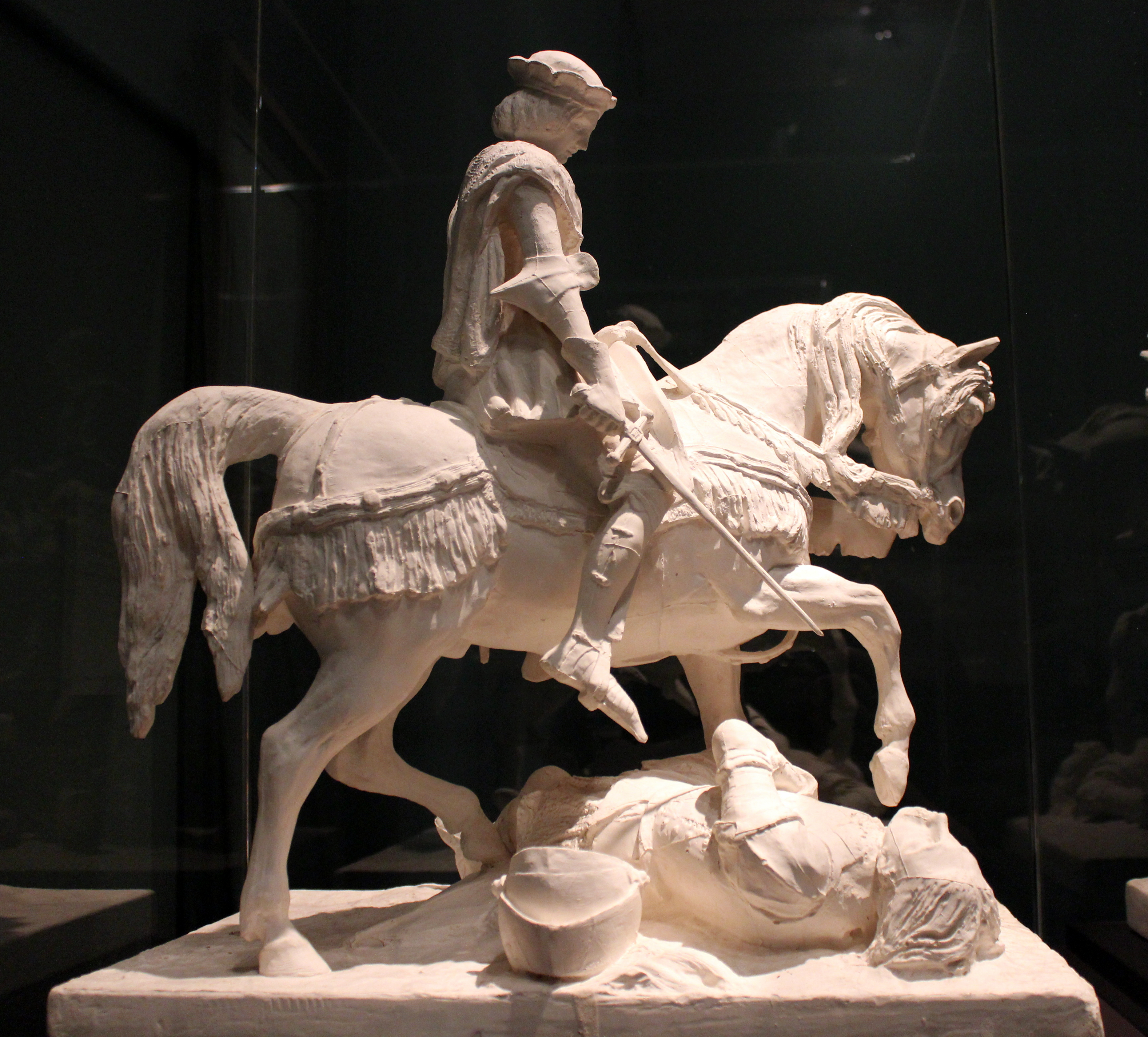
Jeanne d’Arc pleurant à la vue d’un Anglais blessé, 1834, Museu de Grenoble